# 1016
| [ Edytuj tabelę ]              |                                                                               |
| Książę Polski                  | - 992 Bolesław I Chrobry 1025                                                 |
| Król Angkoru                   | - 1010 Surjawarman I 1048                                                     |
| Król Anglii                    | - 978 Ethelred II Bezradny 1016 - 1014 Knut Wielki 1035 - 1016 Edmund II 1016 |
| Hrabia Aragonii i król Nawarry | - 1000 Sancho III Wielki 1035                                                 |
| Hrabia Barcelony               | - 992 Rajmund Borrell 1017                                                    |
| Książę Bawarii                 | - 1005 Henryk V 1026                                                          |
| Książę Burgundii               | - 1004 Rudolf III 1016 - 1016 Henryk I 1032                                   |
| Cesarz Bizancjum               | - 976 Bazyli II Bułgarobójca 1025                                             |
| Car Bułgarii                   | - 1015 Iwan Władysław 1018                                                    |
| Cesarz Chin                    | - 997 Song Zhenzong 1022                                                      |
| Książę Czech                   | - 1012 Oldrzych 1033                                                          |
| Król Danii                     | - 1014 Harald Svensson 1018                                                   |
| Władca Egiptu                  | - 996 Al-Hakim bi-Amr Allah 1021                                              |
| Król Francji                   | - 996 Robert II Pobożny 1031                                                  |
| Król Gruzji                    | - 1014 Jerzy I 1027                                                           |
| Hrabia Holandii                | - 993 Dirk III 1039                                                           |
| Cesarz Japonii                 | - 1011 Sanjō 1016 - 1016 Go-Ichijō 1036                                       |
| Kalif                          | - 991 Al-Kadir 1031                                                           |
| Hrabia Kastylii                | - 995 Sancho I Garcia 1017                                                    |
| Król Kastylii                  | - 1000 Sancho III 1035                                                        |
| Wielki książę Kijowa           | - 1015 Światopełk I Przeklęty 1019                                            |
| Patriarcha Konstantynopola     | - 999 Sergiusz II 1019                                                        |
| Władca Korei                   | - 1009 Hyŏnjong 1031                                                          |
| Król Leónu                     | - 999 Alfons V 1028                                                           |
| Król Norwegii                  | - 1015 jarl Swen z Lade 1016 - 1016 Olaf II Haraldsson 1028                   |
| Hrabia Palatynatu              | - 994 Ezzon 1034                                                              |
| Papież                         | - 1012 Benedykt VIII 1024                                                     |
| Cesarz rzymski (niemiecki)     | - 1014 Henryk II 1024                                                         |
| Książę Saksonii                | - 1011 Bernard II 1059                                                        |
| Król Szkocji                   | - 1005 Malcolm II 1034                                                        |
| Król Szwecji                   | - 995 Olof Skötkonung 1022                                                    |
| Doża Wenecji                   | - 1009 Otton Orseolo 1026                                                     |
| Król Węgier                    | - 1000 Stefan I Święty 1038                                                   |

Rok 1016 / MXVI
stulecia: X wiek ~
XI wiek ~
XII wiek

lata: 1006 «
1011 «
1012 «
1013 «
1014 «
1015 «
1016
» 1017
» 1018
» 1019
» 1020
» 1021
» 1026

## Wydarzenia w Polsce
- Bitwa pod Lubeczem, w której Jarosław Mądry pokonał Światopełka.

## Wydarzenia na świecie
- 23 kwietnia – Edmund II został królem Anglii.
- 18 października – wojska anglosaskie dowodzone przez króla Edmunda II poniosły klęskę w bitwie z duńskimi najeźdźcami pod Ashingdon.
- 30 listopada – król Anglii Edmund II został prawdopodobnie zamordowany na polecenie okupującego północną Anglię króla Danii Kanuta Wielkiego.
- Bitwa pod Lubeczem, w której Jarosław Mądry pokonał Światopełka.
- Początek panowania Kanuta Wielkiego, syna Swena Widłobrodego w państwie obejmującym Danię.

## Urodzili się
- 25 lipca – książę Kazimierz I Odnowiciel, syn Mieszka II (zm. 1058)[1]
- Robert Guiscard, książę Sycylii (data sporna lub przybliżona) (zm. 1085)

## Zmarli
- 23 kwietnia – Ethelred II, król Anglii (978-1013 i 1014–1016 (ur. ok. 968)[2]
- 9 maja – Badis ibn al-Mansur, władca Ifrikiji z dynastii Zirydów (ur. 983)[3]
- 22 maja – Jan Włodzimierz, władca Dukli, święty prawosławny (ur. ?)[4]
- 30 listopada – Edmund II, król Anglii (ur. 988/993)[5]
- data dzienna nieznana:
  - Gompon, biskup krakowski (ur. ?)[6]